# Диор (Ендр)
Диор (фр. Diors) насеље је и општина у централној Француској у региону Центар (регион), у департману Ендр која припада префектури Шаторо.
По подацима из 2011. године у општини је живело 705 становника, а густина насељености је износила 27,71 становника/km². Општина се простире на површини од 25,44 km². Налази се на средњој надморској висини од 162 метара (максималној 167 m, а минималној 149 m).

## Демографија
| 1962. | 1968. | 1975. | 1982. | 1990. | 1999. | 2011. |
| ----- | ----- | ----- | ----- | ----- | ----- | ----- |
| 261   | 291   | 266   | 546   | 617   | 676   | 705   |

График промене броја становника у току последњих година